# Gerald Sibon
Gerald Sibon (ur. 19 kwietnia 1974 w Emmen) – były holenderski piłkarz grający na pozycji środkowego napastnika.
Jest wychowankiem FC Twente w barwach którego zadebiutował w sezonie 1993/1994 jako zmiennik. W kolejnym sezonie był już piłkarzem VVV Venlo, gdzie przez dwa sezony zdobył 34 bramki.  Dobra forma w drugiej lidze zaowocowała transferem do znacznie lepszej Rody Kerkrade, w barwach której rozegrał 34 mecze i zdobył 13 bramek.
Kolejne dwa sezony Sibon spędził w Ajaxie Amsterdam, ale pobytu tam nie może zaliczyć do udanych. Zawodnik ciągle przesiadywał na ławce rezerwowych, gdyż miał niewielkie szanse w rywalizacji z takimi piłkarzami jak Szota Arweładze, Wamberto, Giorgi Kinkladze czy też Brian Laudrup. W 1999 roku za dwa miliony funtów trafił na Wyspy Brytyjskie, a klubem który zakontraktował Sibona był Sheffield Wednesday.
Po spędzeniu czterech sezonów w Anglii, gdzie strzelił 43 bramki w 150 meczach powrócił do Eredivisie, a konkretnie do SC Heerenveen. Kolejnym przystankiem w jego karierze był PSV Eindhoven, ale tam nie szło mu najlepiej, bo przez dwa lata zdołał rozegrać zaledwie 21 meczów. Sezon 2006/07 spędził w niemieckiej Norymberdze, ale że za granicą mu się nie powiodło – ponownie wrócił do Holandii.